# Diocesi di San Marcos
La diocesi di San Marcos (in latino: Dioecesis Sancti Marci in Guatimala) è una sede della Chiesa cattolica in Guatemala suffraganea dell'arcidiocesi di Los Altos, Quetzaltenango-Totonicapán. Nel 2022 contava 738.493 battezzati su 1.172.210 abitanti. È retta dal vescovo Bernabé de Jesús Sagastume Lemus, O.F.M.Cap.

## Territorio
La diocesi comprende il dipartimento guatemalteco di San Marcos.
Sede vescovile è la città di San Marcos, dove si trova la cattedrale di San Marco.
Il territorio è suddiviso in 30 parrocchie.

## Storia
La diocesi di San Marcos è stata eretta il 10 marzo 1951 con la bolla Omnium in catholico di papa Pio XII, ricavandone il territorio dalla diocesi di Los Altos (oggi arcidiocesi di Los Altos, Quetzaltenango-Totonicapán). Originariamente era suffraganea dell'arcidiocesi di Santiago di Guatemala.
Il 22 luglio 1961 ha ceduto una porzione del suo territorio a vantaggio dell'erezione della prelatura territoriale di Huehuetenango (oggi diocesi).
Il 13 febbraio 1996 è entrata a far parte della provincia ecclesiastica dell'arcidiocesi di Los Altos, Quetzaltenango-Totonicapán.

## Cronotassi dei vescovi
Si omettono i periodi di sede vacante non superiori ai 2 anni o non storicamente accertati.
- Jorge García Cabalieros † (10 marzo 1951 - 5 aprile 1955 deceduto) (amministratore apostolico)

- Celestino Miguel Fernández Pérez, O.F.M. † (30 novembre 1955 - 7 dicembre 1971 ritirato)
- Próspero Penados del Barrio † (7 dicembre 1971 - 1º dicembre 1983 nominato arcivescovo di Guatemala)
- Julio Amílcar Bethancourt Fioravanti (4 aprile 1984 - 10 marzo 1988 nominato vescovo di Huehuetenango)
- Álvaro Leonel Ramazzini Imeri (15 dicembre 1988 - 14 maggio 2012 nominato vescovo di Huehuetenango)
  - Sede vacante (2012-2014)
- Carlos Enrique Trinidad Gómez † (4 novembre 2014 - 9 maggio 2018 deceduto)
  - Sede vacante (2018-2021)
- Bernabé de Jesús Sagastume Lemus, O.F.M.Cap., dall'11 gennaio 2021

## Statistiche
La diocesi nel 2022 su una popolazione di 1.172.210 persone contava 738.493 battezzati, corrispondenti al 63,0% del totale.
| anno | popolazione | popolazione | popolazione | presbiteri | presbiteri | presbiteri | presbiteri                | diaconi | religiosi | religiosi | parrocchie |
| anno | battezzati  | totale      | %           | numero     | secolari   | regolari   | battezzati per presbitero | diaconi | uomini    | donne     | parrocchie |
| ---- | ----------- | ----------- | ----------- | ---------- | ---------- | ---------- | ------------------------- | ------- | --------- | --------- | ---------- |
| 1966 | 291.660     | 332.303     | 87,8        | 7          | 2          | 5          | 41.665                    |         |           | 54        | 17         |
| 1970 | 313.656     | 332.303     | 94,4        | 25         | 22         | 3          | 12.546                    |         | 3         | 49        | 23         |
| 1976 | 315.000     | 388.100     | 81,2        | 27         | 23         | 4          | 11.666                    |         | 4         | 75        | 22         |
| 1980 | 364.000     | 416.000     | 87,5        | 27         | 25         | 2          | 13.481                    |         | 2         | 90        | 22         |
| 1990 | 700.000     | 800.000     | 87,5        | 20         | 16         | 4          | 35.000                    |         | 7         | 36        | 29         |
| 1999 | 810.000     | 900.000     | 90,0        | 25         | 18         | 7          | 32.400                    |         | 9         | 39        | 29         |
| 2000 | 650.254     | 844.486     | 77,0        | 28         | 22         | 6          | 23.223                    |         | 7         | 23        | 30         |
| 2001 | 655.254     | 844.487     | 77,6        | 29         | 22         | 7          | 22.594                    | 1       | 9         | 92        | 30         |
| 2002 | 680.534     | 900.187     | 75,6        | 34         | 27         | 7          | 20.015                    | 1       | 9         | 99        | 30         |
| 2003 | 715.704     | 900.283     | 79,5        | 40         | 33         | 7          | 17.892                    | 1       | 9         | 113       | 30         |
| 2010 | 595.000     | 862.000     | 69,0        | 43         | 35         | 8          | 13.837                    | 1       | 10        | 79        | 30         |
| 2014 | 652.000     | 950.000     | 68,6        | 41         | 34         | 7          | 15.902                    |         | 8         | 92        | 30         |
| 2017 | 729.400     | 1.069.500   | 68,2        | 43         | 36         | 7          | 16.962                    |         | 8         | 90        | 30         |
| 2020 | 697.422     | 1.020.826   | 68,3        | 50         | 41         | 9          | 13.948                    |         | 10        | 93        | 30         |
| 2022 | 738.493     | 1.172.210   | 63,0        | 41         | 34         | 7          | 18.012                    |         | 8         | 77        | 30         |